# Anastasija Merkušyna
Anastasija Olehivna Merkušina (in ucraino Анастасія Олегівна Меркушина?; Sumy, 14 gennaio 1995) è una biatleta ucraina.

## Biografia
Ha fatto parte della spedizione ucraina ai Giochi olimpici giovanili di Innsbruck 2012 classificandosi 14ª nella 6 km sprint, 18ª nell'inseguimento, 4ª nella staffetta mista con Julija Žuravok, Dmytro Ihnat'jev e Maksym Ivko, e 14ª nella staffetta mista fondo-biathlon con Oksana Šatalova, Maksym Ivko e Oleksij Krasovs'kyj.
Ha esordito in Coppa del Mondo il 4 dicembre 2014 nell'individuale di Östersund (51ª) e ha ottenuto il primo podio nella staffetta dell'11 dicembre 2016 a Pokljuka (3ª). Ai Mondiali di Hochfilzen 2017, suo esordio iridato, ha vinto la medaglia d'argento nella staffetta. 
Ha rappresentato l'Ucraina ai XXIII Giochi olimpici invernali di Pyeongchang 2018, suo esordio olimpico, in cui si è classificata 55ª nella sprint, 46ª nell'inseguimento e 70ª nell'individuale.
Alla sua seconda apparizione olimpica a Pechino 2022, si è piazzata 24ª nella sprint, 25ª nell'inseguimento e 7ª nella staffetta, con Iryna Varvynec', Julija Džyma e Olena Pidhrušna.
A seguito dell'invasione russa dell'Ucraina, ha ricevuto per solidarietà dal biatleta tedesco Erik Lesser la possibilità di utilizzare il suo account Instagram allo scopo di raccontare la guerra in lingua russa, per contrastare la propaganda e la disinformazione messa in atto dal governo russo e del presidente Vladimir Putin Tra le immagini più significative, ha pubblicato quelle della distruzione della sua città natale e la foto del connazionale Bohdan Cymbal rifugiato in cantina per sfuggire ai bombardamenti, mentre dorme con il figlio neonato sul ventre.; ai Mondiali di Oberhof 2023 si è classificata 44ª nella sprint, 49ª nell'inseguimento, 14ª nella staffetta, 10ª nella staffetta mista e 15ª nella staffetta mista individuale, a quelli di Nové Město na Moravě 2024 si è piazzata 29ª nella sprint, 36ª nell'inseguimento, 28ª nell'individuale, 5ª nella staffetta e 14ª nella staffetta mista individuale e a quelli di Lenzerheide 2025 è stata 44ª nell'individuale e 11ª nella staffetta.

## Palmarès

### Mondiali
- 4 medaglie:
  - 1 argento (staffetta[3] a Hochfilzen 2017)
  - 3 bronzi (staffetta[3] a Östersund 2019; staffetta[3] ad Anterselva 2020; staffetta[3] a Pokljuka 2021)

### Europei
- 5 medaglie:
  - 1 oro (sprint[4] a Lenzerheide 2023)
  - 1 argento (individuale[4] a Duszniki-Zdrój 2021)
  - 3 bronzi (individuale, staffetta mista a Duszniki-Zdrój 2017; staffetta singola mista[4] a Minsk-Raubyči 2020)

### Coppa del Mondo
- Miglior piazzamento in classifica generale: 35ª nel 2019 e nel 2024
- 3 podi (entrambi a squadre), oltre a quelli conquistati in sede iridata e validi anche ai fini della Coppa del Mondo:
  - 1 secondo posto
  - 2 terzi posti